# Спряженість (екологія)
Спряженість (екологія) — стохастичний зв'язок між розглянутими видами, встановлюваний за альтернативним даними (присутність-відсутність видів). Причинами С., як і асоцийованості, можуть бути екологічні, біологічні, морфологічні і випадкові чинники. Встановити природу С. досить складно, проте можливо, якщо використовувати майданчики різного розміру і вибірки з сукупностей різного еколого-фітоценотичного діапазону. При діапазоні, що дорівнює нулю (однорідне співтовариство), і розмірі пробних майданчиків, який в малому ступені залежить від просторового винятку, але забезпечує гомогенітет і ценотичну зумовленість фрагментів ценозу, С. матиме переважно ценотичний характер.
С. відображає, в основному, екологічну асоцийованість видів. С. вимірюються різними коефіцієнтами зв'язку; аналіз С. дозволяє виділяти екологічні групи видів (див. методи автоматичної класифікації), які надалі використовуються для побудови екологічної класифікації фітоценозів (див. «Блок-метод», метод Д. Гудола, метод В. Вільямса-Д. Ламберта, метод дендрограми, нодальний метод аналізу, метод фітоценотичних таблиць.